# Андрей (Нанакис)
Митрополит Андрей (греч. Μητροπολίτης Ανδρέας в миру Ста́врос Нана́кис, греч. Σταύρος Νανάκης; 29 января 1957, Ираклион Крит) — епископ Константинопольской православной церкви; с 2001 года — митрополит Аркалохорийский, Кастеллийский и Вианосский полуавтономной Критской православной церкви, церковный историк.

## Биография
Окончил курс Ираклионского педагогического училища, по окончании которого год учился на историческом факультете в одном из учебных заведений города Клуж в Румынии, а также историческогоисторико-археологического и богословского факультетов Университета Аристотеля в Салониках.
Аспирантуру заканчивал в Папском восточном институте в Риме.
В 1988 году принял монашеский постриг в монастыре Ангарафу с именем в честь святого Андрея Критского.
C февраля 1989 года начал преподавать церковную историю в Фессалоникийском университете, где в 1991 году получил степень доктора богословия.
В 1992 году архиепископом Критским Тимофеем. рукоположён сначала в иеродиакона, а затем — в иеромонаха.
С 1992 по 1994 годы занимался преподавательской деятельностью в богословских учреждениях Крита.
3 ноября 2001 года был хиротонисан в епископа и назначен на кафедру митрополита Аркалохорийско-Кастеллийского и Вианосского.
С 1 марта по 31 августа 2010 года был членом Священного Синода Константинопольского патриархата.
Следуюя призыву патриарха Константинопольского Варфоломея об увеличении числа клириков, имеющих турецкое гражданство, что позволяло бы в будущем участвовать в выборах патриарха Константинопольского, получил паспорт гражданина Турции.

## Труды
- Η χηρεία του Οικουμενικού θρόνου και η εκλογή του Μελέτιου Μεταξάκη (1918—1929), 1988.
- Εκκλησία — Γένος — Ελληνισμός, 1993.
- Το μητροπολιτικό ζήτημα 1897—1900 και η Εκκλησία της Κρήτης, 1995.
- Εκκλησιαστικά Κρήτης 19ος-20ος αιώνας, 1997.
- Η Εκκλησία της Κρήτης στην επανάσταση του 1897-98. Από την εθναρχική στην εθνική συνείδηση, 1998.
- Οικουμενικού Πατριαρχείου Ιστορικά 19ος-20ος αι., τ. Α΄, 2000.